# H (tone)
h eller b er den 7. tone i en diatonisk C-durskala og er grundtonen i H-dur- og H-molskalaer. I Danmark er det mest udbredt at bruge h. 

## Diskussion om tonens navn
I England har tonen altid heddet b – hvilket understøtter logikken i stamtonerækken (a-b-c-d-e-f-g-a). At tonen i første omgang er kommet til at hedde H skyldes, at den danske musikhistorie for en stor del er udviklet på basis af den centraleuropæiske musiktradition. Mange musikundervisere i Danmark holder fast i denne tradition, og mange unge mennesker bliver stadig undervist i stamtonerækken (a-h-c-d-e-f-g-a).
Emnet kan dog skabe en del røre, da mange elever undervises af flere forskellige lærere med flere forskellige holdninger til emnet. Enkelte undervisere og forlag er dog begyndt at benytte navnet b, som blandt andet findes i Højskolesangbogen.
Ligeledes er der diskussion om, hvad tonen et halvt nodetrin under hedder: "b for b", "b" (som er holdningen hos mange af dem, der kalder tonen for h) eller "bb" (som er holdningen hos de fleste, der kalder tonen b), "hes", eller "bes". Sidstnævnte er lidt en mellemting mellem adaption af det engelske navn b og en bevaring af de danske traditioner for krydser og b'er. Ifølge disse traditioner sætter man nemlig endelsen -is på alle toner med kryds for (stamtoner, der hæves en halv tone), imens man sætter -es på alle toner med b for (stamtoner, der sænkes en halv tone).

## Udbredelse
Navnet h bruges i blandt andet Danmark, Sverige, Norge, Island, Finland, Tyskland, Polen, Bulgarien, Ungarn, Serbien, Slovenien, Tjekkiet, Slovakiet og Estland.
Navnet b bruges i blandt andet USA, Canada, England, Australien, Belgien, Holland og Litauen.